# Provins
Provins je francusko mjesto u istoimenoj općini (komuna) koje ima 11.667 stanovnika (1999.), dok 12.814 živi u provinsu i širok okolici. Ovaj grad srednjovjekovnih Champagne sajmova je dospio na UNESCOv popis mjesta svjetske baštine u Europi 2001. godine.
Provins je danas značajan po uzgoju ruža i proizvoda od ruža, osobito ružin džem, ružin med i slatkiši od ruža. 

## Uprava
Prefektura Provins se nalazi u jugoistočnom dijelu francuske pokrajine (département) Seine-et-Marne i u njoj je upravno sjedište (arrondissement d’Provins) i kantona Provins, iako Provins nije najveći grad (to je Montereau-Fault-Yonne). Upravno sjedište ima ukupno 7 kantona, 125 općina i 112,020 stanovnika, dok provinški kanton ima 15 općina i 20,996 stanovnika.

## Povijest
Provins je za vrijeme Grofovije Champagne bio mjesto održavanja Champagne sajma koji je ključan za razvoj europske srednjovjekovne ekonomije. Ovaj sajam se održavao svake godine u francuskim pokrajinama Champagne i Brie u srednjem vijeku, a sastojao se u razmjeni tekstila, kože, krzna i začina. Važan je bio za razvoj europske ekonomije jer je na vrhuncu, u 13. stoljeću, prvi povezivao tekstilnu proizvodnju Nizozemske i Flandrije s talijanskim bojadisaonama i izvozim centrima, prije svega Genovom. Dakle, prvo povezivanje sjevera i juga Europe trgovačkom razmjenom.

## Znamenitosti
Provins je nadaleko poznat po svojim srednjovjekovnim fortifikacijama, kao što su Tour César (Cezarov toranj) i dobro očuvane gradske zidine.
Crkva Svetog Quiriace (Collegiate) se također nalazi u gradu, a carica Galla Placidia joj je priskrbila vrijedne relikvije Svetog Jude, a kasnije je Henrik I. Šampanjski u Provins donio i svečevu glavu iz Jeruzalema i dao sagraditi crkvu u tu čast. Iako započeta u 12. stoljeću, zbog financijskih poteškoća grofova Champagnea, kupola je završena tek u 17. stoljeću. Po njoj su stare obitelji u gornjem gradu Provinsa nazivane "djecom kupole"
- Cezarov toranj
- Gradske zidine
- Crkva sv. Quiriace
- Unutrašnjost crkve

## Slavni stanovnici
Provins je mjesto rođenja:
- Guyot de Provins (12. stoljeće), koji je u svom djelu “La Bible” prvi put spomenuo kompas.
- Marie Jules César Savigny (177-7–1851-), zoologinja
- Dominique Ané, poznatija kao Dominique A (rođena 1968.), kantautorica

## Prijateljski gradovi
- Bendorf, Njemačka
- Pingyao, Kina